# Dirk Nürnberger

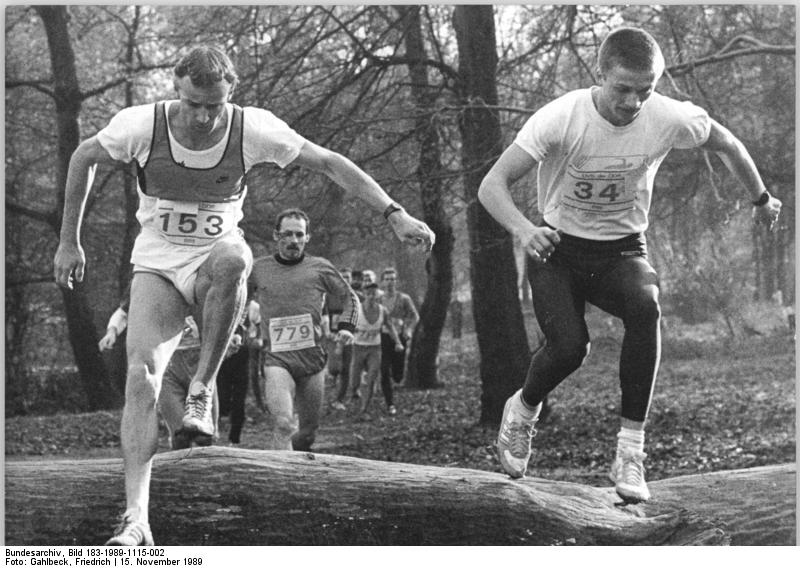
Olaf Beyer (links) und Dirk Nürnberger 1989

Dirk Nürnberger (* 19. Januar 1970 in Leipzig) ist ein deutscher Langstreckenläufer, der seine größten Erfolge auf der Marathondistanz hatte.

## Leben
1989 wurde Nürnberger Junioreneuropameister im 20-km-Straßenlauf.
1991 wurde er Zweiter beim Rhein-Ruhr-Marathon und 1992 Siebter beim Hannover- und Fünfter beim Frankfurt-Marathon.
1995 stellte er mit einem 16. Platz bei der Route du Vin seinen persönlichen Rekord im Halbmarathon von 1:03:33 h auf. 1997 wurde er beim Regensburg-Marathon als Gesamtzweiter Deutscher Meister im Marathonlauf.
2001 siegte er beim Würzburg-Marathon im Halbmarathonbewerb, 2002 beim Dresden-Marathon über die Volldistanz, und 2003 stellte er beim Leipzig-Marathon einen Streckenrekord für den Halbmarathon auf.
2005 wurde er als Gesamtsieger des Regensburg-Marathons zum zweiten Mal Deutscher Marathonmeister.
Dirk Nürnberger wurde von Horst Kriegel entdeckt und trainierte in der gleichen Trainingsgruppe wie Steffen Bringmann bei der BSG Lokomotive Delitzsch. Später wurde er zur SC DHfK Leipzig delegiert und startete von 1993 bis 2002 für das LAC Quelle, 2003 für die LG Bonn/Troisdorf/Niederkassel, von 2004 bis 2006 erneut für den SC DHfK Leipzig und seitdem für die LG Regensburg. Er ist in Vollzeit bei einer Bank angestellt und lebt in Veitsbronn.

## Persönliche Bestzeiten
- 10.000 m: 29:04,39 min, 2. Juni 1990, Potsdam
- Halbmarathon: 1:03:33 h, 24. September 1995, Grevenmacher
- Marathon: 2:15:35 h, 25. Oktober 1992, Frankfurt am Main